# Яр Коряків
Яр Коряків — балка (річка) в Україні у Слобожанській міській громаді Чугуївського району Харківської області. Ліва притока річки Гнилиці (басейн Дону).

## Опис
Довжина балки приблизно 6,06 км, найкоротша відстань між витоком і гирлом — 5,03  км, коефіцієнт звивистості річки — 1,21 . Формується декількома струмками та загатами.

## Розташування
Бере початок на північно-західній стороні від села Мосьпанове. Тече переважно на північний захід через село Скрипаї і впадає у річку Гнилицю, ліву притоку річки Сіверського Дінця.

## Притоки
- Чернецький яр - права притока[4]
- Попів яр - права притока[5]

## Цікаві факти
- У XX столітті на балці існували молочно-тваринна ферм (МТФ) та газова свердловина[2].